# Â
Â, â (fr. A accent circonflexe, tur. şapkalı a) – diakrytyzowana litera alfabetu łacińskiego powstała od litery a przez dodanie cyrkumfleksu modyfikującego.

## Użycie
Â używane jest w języku francuskim, portugalskim, rumuńskim, tureckim, wietnamskim, friulskim, zachodniofryzyjskim, walońskim, walijskim, serbsko-chorwackim, językach berberyjskich i łacińskiej transliteracji ukraińskiego.

### Język francuski
W języku francuskim jest używany jako pozostałość starofrancuskiego, gdzie samogłoska została głównie zastąpiona przez spółgłoskę s. Na przykład nowoczesna forma słowa bâton, które oznacza patyk, pochodzi ze starofrancuskiego słowa baston. Â  jest wymawiane jako /ɑ/, lecz tylko w dialektach, które odróżniają go od /a/.

### Język portugalski
W języku portugalskim oznacza samogłoskę prawie otwartą centralną (/ɐ/), która podkreśla sylabę. Jej położenie nie jest przewidywalne w niektórych słowach, jak np. w słowie lâmina co oznacza nóż lub w słowie râguebi które oznacza rugby. W przypadku, gdy położenie skrajnych sylaby jest przewidywalne, okalającej nacisk  nie jest używany. Â w kontraście z á odpowiada samogłosce otwartej przedniej niezaokrąglonej (/a/).

### Język rumuński
W języku rumuńskim jest trzecią literą alfabetu i oznacza dźwięk samogłoski przymkniętej centralnej niezaokrąglonej (/ɨ/).

### Język turecki
W języku tureckim oznacza zmiękczenie spółgłoski g, k i l poprzedzającej samogłoskę, choć obecnie odchodzi się często od tego sposobu zapisu, co staje się przyczyną homografii takich par wyrazów jak kar które oznacza śnieg i kâr które oznacza zysk.

### Język wietnamski
W języku wietnamskim reprezentuje samogłoskę półotwartą centralną niezaokrągloną (/ɜ/). Â może wystąpić jako jeden z pięciu znaków tonalnych:
- Ầ ầ
- Ấ ấ
- Ẩ ẩ
- Ẫ ẫ
- Ậ ậ

### Język serbsko-chorwacki
We wszystkich standardowych odmianach języka serbsko-chorwackiego oznacza długość samogłoski. Znak ten jest stosowany jedynie sporadycznie, w celu ujednoznacznienia homografii, która różni się jedynie pod względem długości sylaby. Na przykład: Ja sam sâm, co oznacza jestem sam.

### Język friulski
W języku friulskim oznacza dźwięk /ɑː/.

### Język farerski
Johan Henrik Schrøter, który przetłumaczył Ewangelię Mateusza na język farerski w 1823 roku, stosuje â do oznaczenia niesylabicznego a, jak w poniższym przykładzie:
| Wersja Johana Schrøtera                                                                                        | Współczesna wersja                                                                                      |
| --- | --- |
| Brinhlid situr uj gjiltan Stouli, Teâ hit veâna Vujv, Drevur hoon Sjúra eâv Nordlondun Uj Hildarhaj tiil sujn. | Brynhild situr í gyltum stóli, tað hitt væna vív, dregur hon Sjúrða av Norðlondum í Hildarheið til sín. |

### Język walijski
W języku walijskim jest używane do reprezentowania długiej akcentowanej głoski [aː], np. w słowie âr [aːr], które oznacza orny w przeciwieństwie do słowa ar [ar] które oznacza na. Pojawia się często w ostatnich sylabach które często z dwóch liter łączą się w akcent wyrazowy, cząsto gdy temat wyrazu kończący się literą a łączy się z przyrostkiem -ad, np. w połączeniu cantiata- + -ad które daje słowo caniatâd ([kanjaˈtaːd]) które oznacza pozwolenie, a także, gdy rzeczownik w liczbie pojedynczej łączy się z przyrostkiem -au, np. dramat + -au daje słowo dramâu ([draˈmaɨ, draˈmai]) które oznacza dramaty. Jest to również przydatne w pisaniu słów zapożyczonych, np brigâd ([brɪˈɡaːd])  które oznacza straż.

### Języki berberyjskie
W językach berberyjskich jest ona przypisywana dźwiękowi spółgłski szczelinowo gardłowo dźwięcznej ([ʕ]).

### Transliteracja języka ukraińskiego
W transliteracji języka ukraińskiego ISO 9: 1995 â odpowiada literze Я (ja).

## Kodowanie
| Znak                   | Â                                      | Â                                      | â                                    | â                                    |
| ---------------------- | -------------------------------------- | -------------------------------------- | ------------------------------------ | ------------------------------------ |
| Nazwa w Unikodzie      | Latin capital letter A with circumflex | Latin capital letter A with circumflex | Latin small letter A with circumflex | Latin small letter A with circumflex |
| Kodowanie              | dziesiątkowo                           | szesnastkowo                           | dziesiątkowo                         | szesnastkowo                         |
| Unicode                | 194                                    | U+00C2                                 | 226                                  | U+00E2                               |
| UTF-8                  | 195 130                                | c3 82                                  | 195 162                              | c3 a2                                |
| Odwołania znakowe SGML | &#194;                                 | &#x00C2;                               | &#226;                               | &#x00E2;                             |
| Odwołania znakowe SGML | &Acirc;                                | &Acirc;                                | &acirc;                              | &acirc;                              |